# Shiftphone
Shiftphones sind Smartphones des deutschen Unternehmens Shift.
Sie werden seit 2014 vertrieben, besitzen ein Betriebssystem auf Grundlage von Android und gelten als nachhaltig und fair produziert.

## Modelle

### Modelle mit Marktstart von 2014 bis 2017
Die Modelle Shift7 und Shift7+ werden wegen der Größe des Bildschirms auch als Phablet-Modelle bezeichnet.

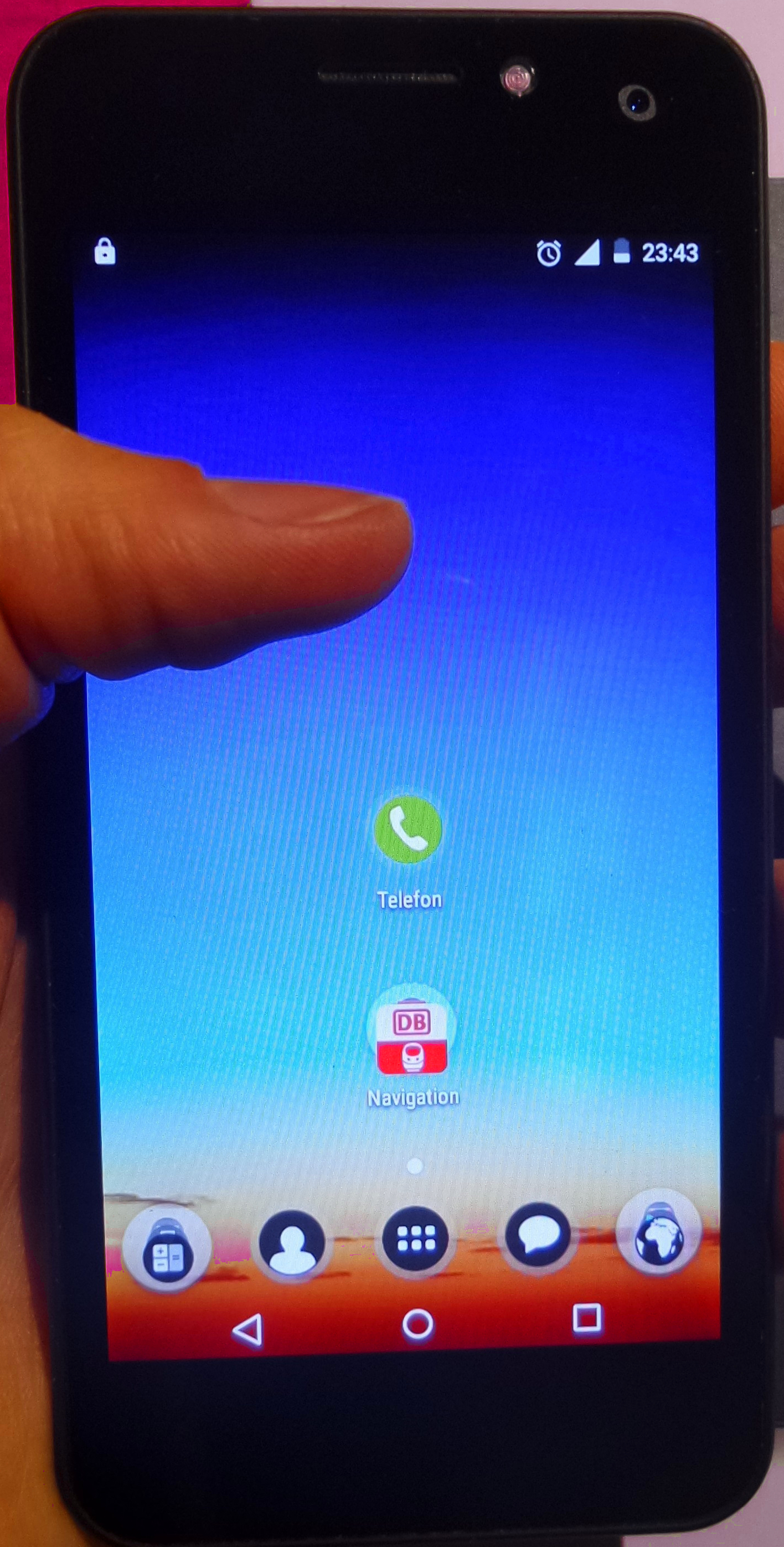
Shift4.2

| Marktstart | Name     | Preis   | Android-Version | Android-Version | Bildschirm                        | Prozessor | Geekbench                       | RAM  | Flash | Kameras   | Akku     |
| Marktstart | Name     | Preis   | erste           | letzte          | Bildschirm                        | Prozessor | Single / Multi                  | RAM  | Flash | Kameras   | Akku     |
| ---------- | -------- | ------- | --------------- | --------------- | --------------------------------- | --------- | ------------------------------- | ---- | ----- | --------- | -------- |
| 2014       | Shift7   | 222 EUR | 4.4             |                 | 7" IPS 1280 × 800                 | MT8382 4x | GB3: 350 / 1100                 | 1 GB | 8 GB  | 8 / 2 MP  | 3000 mAh |
| 2016       | Shift7+  | 333 EUR | 5.1             |                 | 7" IPS 1280 × 800                 | MT6735 4x | GB3: 500 / 1500                 | 2 GB | 16 GB | 13 / 5 MP | 3300 mAh |
| 2015       | Shift4   | 222 EUR | 5.1.1           | 5.1.1           | 4,4" IPS 1280 × 720               | MT6582 4x | GB3: 330 / 1200 GB4: 400 / 1200 | 2 GB | 16 GB | 8 / 5 MP  | 1800 mAh |
| 2017       | Shift4.2 | 222 EUR | 5.1.1           | 5.1.1           | 4,4" IPS 1280 × 720 Gorilla Glass | MT6582 4x | GB3: 330 / 1200 GB4: 400 / 1200 | 2 GB | 16 GB | 8 / 5 MP  | 1800 mAh |
| 2015       | Shift5   | 244 EUR | 4.4.2           | 5.1.1           | 5" IPS 1280 × 720                 | MT6582 4x | GB3: 330 / 1200 GB4: 400 / 1200 | 1 GB | 8 GB  | 8 / 2 MP  | 2000 mAh |
| 2015       | Shift5.1 | 244 EUR | 5.1             | 5.1.1           | 5" IPS 1280 × 720                 | MT6582 4x | GB3: 330 / 1200 GB4: 400 / 1200 | 2 GB | 16 GB | 8 / 5 MP  | 2000 mAh |
| 2016       | Shift5.2 | 299 EUR | 5.1             | 5.1.1           | 5" IPS 1280 × 720 Gorilla Glass   | MT6582 4x | GB3: 330 / 1200 GB4: 400 / 1200 | 2 GB | 16 GB | 8 / 5 MP  | 2000 mAh |
| 2017       | Shift5.3 | 299 EUR | 5.1             | 5.1.1           | 5" IPS 1280 × 720 Gorilla Glass   | MT6582 4x | GB3: 330 / 1200 GB4: 400 / 1200 | 2 GB | 16 GB | 8 / 5 MP  | 2000 mAh |

### Modelle mit Marktstart von 2018 bis 2021
Seit 2018 erscheinen die Geräte in modularer Bauweise und mit einem USB-C Anschluss sowie einem Display mit 1080 Pixeln Breite und mindestens 1920 Pixeln Höhe, d. h. mit Full HD oder Full HD+. Die modulare Bauweise ermöglicht es, die Smartphones einfach zu reparieren und einzelne Module auszutauschen. Das „m“ in der Modellbezeichnung weist auf die modulare Bauweise hin.
Jedes Modell ist ausgestattet mit Beschleunigungssensor, Gyroskop, Annäherungssensor, Lichtsensor, Kompass, Barometer sowie wie die Vorgängermodelle mit einer 3,5 mm Klinkenbuchse. Jene wird nun beim Shiftphone 8 nicht mehr verbaut.

#### Shift 6m
Das Shift 6m erschien 2018 und wurde mit dem deutschen Bundespreis Ecodesign in der Kategorie Produkt ausgezeichnet. Von iFixit erhielt es 9 von 10 Punkten.

#### Shift 5me
Mit dem Shift 5me wurde ein kleineres Gerät verwirklicht. Das Modell Shift5me stellt das günstigste Modell der Linie dar. Die vollmodulare Bauweise ist identisch zu der des Shift6m.

#### Shift 6mq
Das Anfang 2021 erschienene Shift 6mq war das zu diesem Zeitpunkt leistungsstärkste Shiftphone. Es beinhaltet als erstes Shiftphone einen Qualcomm-Prozessor (Snapdragon 845). Daher auch der Buchstabe „q“ in der Modellbezeichnung.

### Modelle mit Marktstart ab 2024

#### Shiftphone 8.0
Mit dem Shiftphone 8.0 ist Ende September 2024 das erste Shiftphone mit folgenden grundsätzlichen neuen Eigenschaften erschienen:
- Name mit Hinweis auf Geräteklasse („phone“) und ohne Hinweis auf die Länge der Bildschirmdiagonalen
- IP-Zertifizierung (IP 66 (gewollt und ursprünglich angekündigt war IP 67))
- Hardware-Killswitches (Mikrofon/Kamera)
- keine 3,5 mm Klinkenbuchse
- UKW-Empfang über einen USB zu Aux-Adapter, aber anders als ursprünglich angekündigt kein DAB+
- Extended-Life-Chipsatz Qualcomm QCM6490
- erstmals Unterstützung von induktivem Laden (Qi-Standard)[8]
- keine 2G-Unterstützung[9]
- frei belegbare Taste[10]

Weitere Eigenschaften:
- 4G/5G Mobilfunknetz mit eSim (als Adapter für einen der Nano-SIM-Slots), VoWifi, VoLTE-Unterstützung; Bluetooth 5.2; WiFi 6 (802.11 AX); NFC[11]

#### Shiftphone 8.1
Seit Anfang April 2025 ist die Auslieferung des verbesserten Shiftphone 8.1 mit denselben Werten wie das Shiftphone 8.0 mit zusätzlicher 2G-Unterstützung und, zufolge interner Tests von Shift, IP 67-Zertifizierung gestartet.

### Übersicht modularer Modelle
|                                                           | Shift 6m | Shift 5me | Shift 6mq | Shiftphone 8.0 | Shiftphone 8.1 |
| --------------------------------------------------------- | --- | --- | --- | --- | --- |
| Bild: Vorderseite                                         | Foto 2018-12-12 | | Foto 2021-06-07 | Stand August 2023 (voraussichtlich)                                                                                        | Stand August 2023 (voraussichtlich)                                                                                        |
| Bild: zerlegt                                             | | | | | |
| Marktstart                                                | 2018 | 2019 | 2021 | Ende September 2024 | Ende März 2025 |
| Marktende                                                 | 2021-11-09 | | 2024-08-26 | | |
| Betriebssystem: bei Marktstart vorinstalliert             | ShiftOS-G 1.x ≙ Android 8.0                                                                                        | ShiftOS-G 1.x ≙ Android 8.0                                                                                  | ShiftOS-G 3 ≙ Android 10 | ShiftOS-G 6 ≙ Android 14                                                                                                   | ShiftOS-G 6 ≙ Android 14                                                                                                   |
| Betriebssystem: bei Marktstart nachträglich installierbar | ShiftOS-L 1.x ≙ Android 8.0                                                                                        | ShiftOS-L 1.x ≙ Android 8.0                                                                                  | ShiftOS-L 3 ≙ Android 10 | ShiftOS-L 7 ≙ LineageOS 22.2 ≙ Android 15                                                                                  | ShiftOS-L 7 ≙ LineageOS 22.1 ≙ Android 15                                                                                  |
| Betriebssystem: Upgrades und Support                      | wahlweise ShiftOS-G 1.9 ≙ Android 8.0 oder ShiftOS-L 2.1 ≙ Android 8.1 (Hardware-Support bis mindestens Ende 2027) | wahlweise ShiftOS-G 1.9 ≙ Android 8.0 oder ShiftOS-L 2.1 ≙ Android 8.1                                       | wahlweise ShiftOS-G 5.0 ≙ LineageOS 20 (google-zertifiziert) ≙ Android 13 oder ShiftOS-L 7 ≙ LineageOS 22.1 ≙ Android 15 (Hardware-Support bis mindestens Mitte 2029) | Android-Upgrade auf mindestens Android 18 beziehungsweise bis mindestens 2036, Support mit Security-Patches länger möglich | Android-Upgrade auf mindestens Android 18 beziehungsweise bis mindestens 2036, Support mit Security-Patches länger möglich |
| Bildschirm: Seitenverhältnis                              | 16:9 | 16:9 | 18:9 (2:1) | 20:9 | 20:9 |
| Bildschirm: Auflösung                                     | Full HD (1920 × 1080px)                                                                                            | Full HD (1920 × 1080px)                                                                                      | Full HD+ (2160 × 1080px) | Full HD+ (2400 × 1080px)                                                                                                   | Full HD+ (2400 × 1080px)                                                                                                   |
| Bildschirm: Diagonale                                     | 5,7 Zoll | 4,97 Zoll | 6 Zoll | 6,67 Zoll | 6,67 Zoll |
| Bildschirm: Technik                                       | AMOLED | IPS | AMOLED(keine AMOLED-Displays mehr verfügbar) → IPS (Ersatzteile) | AMOLED | AMOLED |
| Kamera: hinten                                            | 21 MP | 16 MP | Dual: Hauptsensor: 16 MP Sony-IMX519-Sensor Effektsensor: 24 MP Samsung-S5K2X7SP-Sensor (Tiefenschärfe, Bokeh etc.)                                                   | Dual: Weitwinkel- und Ultraweitwinkelkamera, diese verwenden den gleichen 50 MP-Sensor (Sony IMX 766)                      | Dual: Weitwinkel- und Ultraweitwinkelkamera, diese verwenden den gleichen 50 MP-Sensor (Sony IMX 766)                      |
| Kamera: vorn                                              | 8 MP | 13 MP | 16 MP, f2.0, QCFA (Quad Color Filter Array), effektive Bildgröße 4MP                                                                                                  | im Punch-Hole, vsl. abwärtskompatibel mit Shift6mq                                                                         | im Punch-Hole, vsl. abwärtskompatibel mit Shift6mq                                                                         |
| SoC                                                       | MT6797X Helio X27, 2,6 GHz                                                                                         | MT6797X Helio X27 (64 Bit) Kerne: 10 (Decacore), 2,6 GHz                                                     | Qualcomm Snapdragon 845 | Qualcomm QCM6490 | Qualcomm QCM6490 |
| CPU                                                       | | | | Kryo 670 | Kryo 670 |
| RAM                                                       | 4 GB LPDDR3 | 4 GB LPDDR3                                                                                                  | 8 GB LPDDR4X | 12 GB LPDDR | 12 GB LPDDR |
| interner Speicher                                         | 64 GB Emmc5.1 | 64 GB Emmc5.1                                                                                                | 128 GB UFS 2.1 | 256 oder 512 GB | 256 oder 512 GB |
| Buchse 3,5 mm Klinke                                      | ja | ja | ja | nein | nein |
| Mobilfunkunterstützung                                    | 2G/3G/4G | 2G/3G/4G | 2G/3G/4G | 3G/4G/5G | 2G/3G/4G/5G |
| Radiounterstützung                                        | FM | FM | FM | FM | FM |
| Sim                                                       | Dual-Sim | 1×Sim 1×Hybrid (entweder Sim oder microSD)                                                                   | Dual-Sim (mit Adapter und ShiftOS-L 5.1+ auch eSim) | Dual-Sim (mit Adapter auch eSim)                                                                                           | Dual-Sim (mit Adapter auch eSim)                                                                                           |
| Akku                                                      | 4240 mAh (mit Adapter 3820 mAh (früher 3850 mAh) (Modell SLPB73665))                                               | 2450 mAh | 3820 mAh (früher 3850 mAh) (Modell SLPB73665) | 3820 mAh (früher 3850 mAh) (Modell SLPB73665) (der Akku entspricht dem Akku der Shiftkeys und dem des Shift6mq)            | 3820 mAh (früher 3850 mAh) (Modell SLPB73665) (der Akku entspricht dem Akku der Shiftkeys und dem des Shift6mq)            |
| Maße                                                      | 151,5 × 79,8 × 10,0 mm                                                                                             | 141,5 × 71 × 9 mm                                                                                            | 157,9 × 76,4x × 9,65 mm | 164,2 × 78,7 × 9,8 mm (Stärke ohne Überstand der Kamera)                                                                   | 164,2 × 78,7 × 9,8 mm (Stärke ohne Überstand der Kamera)                                                                   |
| Gewicht                                                   | 199 g | 175 g | 199 g | etwas mehr als 200 g | etwas mehr als 200 g |
| SAR-Wert Kopf                                             | 0.194 W/ kg | 0.256 W/ kg                                                                                                  | 0.29 W/ kg | | |
| Zubehör (nicht abwählbar)                                 | USB-Kabel mit USB-C-Adapter, Bumper (schwarz), Panzerglas, Gerätepfand-Zertifikat, Schraubendreher (Torx T3)       | USB-Kabel mit USB-C-Adapter, Bumper (schwarz), Panzerglas, Gerätepfand-Zertifikat, Schraubendreher (Torx T3) | USB-Kabel mit USB-C-Adapter, Bumper (schwarz), Panzerglas, Gerätepfand-Zertifikat, Schraubendreher (Torx T3)                                                          | USB-C-Kabel mit USB-A-Adapter, Bumper (schwarz), Panzerglas, Gerätepfand-Zertifikat, Schraubendreher (Torx T3)             | USB-C-Kabel mit USB-A-Adapter, Bumper (schwarz), Panzerglas, Gerätepfand-Zertifikat, Schraubendreher (Torx T3)             |

## Betriebssysteme
Shift veröffentlicht zwei Varianten von Betriebssystemen, das ShiftOS-G mit Google-Diensten und das ShiftOS-L ohne Google-Dienste. Die Varianten werden vom Hersteller als „Versionen“ und „Varianten“ bezeichnet:
| Version    | letzter Status | basierend auf …           | unterstützte Geräte            |
| ---------- | -------------- | ------------------------- | ------------------------------ |
| ShiftOS 1  | stabil         | Android 8                 | Shift 6m, Shift 5me            |
| ShiftOS 2  | Beta           | Android 8.1               | Shift 6m, Shift 5me            |
| ShiftOS 3  | stabil         | Android 10                | Shift 6mq                      |
| ShiftOS 4  | Beta           | Android 12                | Shift 6mq                      |
| ShiftOS 5  | stabil         | LineageOS 20 ≙ Android 13 | Shift 6mq                      |
| ShiftOS 6  | stabil         | Android 14                | Shiftphone 8.0, Shiftphone 8.1 |
| ShiftOS 16 | –              | LineageOS 23 ≙ Android 16 | Shiftphone 8.0, Shiftphone 8.1 |

| Version    | letzter Status | basierend auf …             | unterstützte Geräte                       |
| ---------- | -------------- | --------------------------- | ----------------------------------------- |
| ShiftOS 1  | stabil         | Android 8                   | Shift 6m, Shift 5me                       |
| ShiftOS 2  | stabil         | Android 8.1                 | Shift 6m, Shift 5me                       |
| ShiftOS 3  | stabil         | Android 10                  | Shift 6mq                                 |
| ShiftOS 4  | stabil         | Android 12                  | Shift 6mq                                 |
| ShiftOS 5  | stabil         | LineageOS 20 ≙ Android 13   | Shift 6mq                                 |
| ShiftOS 7  | stabil         | LineageOS 22.2 ≙ Android 15 | Shift 6mq, Shiftphone 8.0, Shiftphone 8.1 |
| ShiftOS 16 | –              | LineageOS 23 ≙ Android 16   | Shift 6mq, Shiftphone 8.0, Shiftphone 8.1 |

### Custom-Rom-Support
Das Shift6mq wird zudem offiziell durch die freien Projekte LineageOS, /e/OS, iodéOS und postmarketOS offiziell unterstützt. Inoffiziell wird crDroid, bis November 2024 wurde auch CalyxOS und bis Mitte 2023 auch Ubuntu Touch supportet.
Für das Shiftphone 8 gibt es offiziellen /e/OS- und CalyxOS-Support und inoffiziellen iodéOS-Support. Zusätzlich wird an offiziellen Builds für LineageOS, postmarketOS, iodéOS und an einer inoffiziellen Version von crDroid gearbeitet. Außerdem wird an einer offiziellen Community Version von Advanced XPerience OS gearbeitet, sobald Advanced XPerience OS auf LineageOS 22.2 basiert.

## Akkumodelle
Das Akkumodell SLPB73665 ist für Shift 6m (mit Adapter), Shift 6mq, Shiftkeys und Shiftphone 8 verwendbar. Er wird technisch beschrieben mit „Li-Polymer Technologie mit 3820mAh (ehemals 3850mAh), 14,8Wh, 3,8V“. Die Maße betragen ca. 72,8 mm, 66 mm, 5,6 mm
Die älteren nicht modularen Smartphones (, früher das Shift 6m) und das Shift 5me benutzen andere Akkus.

## Nachhaltigkeit
Shiftphones werden unter weitestgehend sozial nachhaltigen („fairen“) sowie ökologisch nachhaltigen Bedingungen in China produziert. Sie seien ein Beispiel dafür, „Geräte durch Modularität langlebiger herzustellen“.
Für jedes Shiftphone muss ein Gerätepfand von 22 € entrichtet werden. Es existieren genossenschaftliche Leasing-/Product-as-a-service-Modelle für Shiftphones.

## Auszeichnungen

### 2018
- Bundespreis Ecodesign in der Kategorie Produkt für das SHIFT6m[59]
- Hessischer Gründerpreis, Sieger in der Kategorie Gesellschaftliche Wirkung[60]
- Next Economy Award Top 3 in der Kategorie Resources[61]

### 2021
- Deutscher Nachhaltigkeitspreis Design[62]

### 2022
- Sieger des Goldenen Computers in der Sonderkategorie „Nachhaltige Technik“[63]

### 2025
- Sieger beim deutschen Nachhaltigkeitspreis in der Kategorie „Unternehmen“ und im Bereich „Produkte“ für das Shiftphone 8[64]
- Shift erhält einen Eintrag im Buch „The Major German Brands“[65]

## Rezeption

### Berichte vor 2017

#### Zweifel in der c’t
Anfänglich wurden Zweifel an der Glaubwürdigkeit der als fair formulierten Unternehmensziele der Shift GmbH geäußert. So warf das Computermagazin c’t in der Ausgabe 9/2016 Zweifel an der Fairness des Shift5.1 auf. Im Artikel wird darauf hingewiesen, dass der Gründer Carsten Waldeck keine Dokumente vorlege, die seine Aussagen belegten. Auch seien Aussagen des Fair Production Manifesto auf der Website des Herstellers auffällig schwammig formuliert. Ferner sei das Manifest von Waldeck geschrieben und „von ‚Aaron, dem Gründer und CEO von Vstar und Weihuaxin‘, einer Firma mit Sitz im chinesischen Shenzen“, unterschrieben. Das Unternehmen, das laut c’t von Waldeck als „Hauptpartner“ bezeichnet wird, lasse die Shiftphones wiederum von einem weiteren Unternehmen fertigen. Das Manifesto sei laut c’t also lediglich „eine Absichtserklärung des Shift-Machers, kein Untersuchungsbericht eines zumindest halbwegs unabhängigen Dritten“. Das Fazit des Artikels geht entsprechend hart mit dem Shift5.1 ins Gericht: Es solle nicht als Fairphone-Alternative betrachtet werden, sondern lediglich als typisches Billig-Smartphone.

#### Gemischte Darstellung bei Utopia
Auch das Ökologie-Portal Utopia.de bezeichnete die Bemühungen um eine nachhaltigere Produktion als „intransparent“. Dennoch wurde das Shift5 „vorerst“ in eine Bestenliste ökologischer Smartphones aufgenommen.

### Berichte nach 2017

#### Digitale Welt
Im Gegensatz dazu schreibt das Magazin Digitale Welt, es werde auf umweltschonende Maßnahmen ebenso Wert gelegt wie auf faire Arbeitsbedingungen und auf Reparierbarkeit. Letzteres wird erreicht durch das Konzept des modularen Aufbaus der Geräte, deren Einzelteile vom Nutzer selbst bestellbar und mit handelsüblichem Werkzeug und Tutorials repariert werden können.

### Weitere Darstellungen
Neuere Berichte zeichnen ein klareres Bild. Artikel anderer Magazine konnten die Aussagen Carsten Waldecks ebenfalls einfangen und deren Glaubwürdigkeit entsprechend belegen. So berichtete bspw. golem.de im Juni 2018 ausführlich über das Unternehmen und seine Bemühungen in Sachen Nachhaltigkeit und Fairness. Auch das ProSieben-Magazin Galileo testete – ebenfalls im Juni 2018 – das neu erschienene Shift6m und beleuchtete in Form von Videoaufnahmen die Produktionsbedingungen der hauseigenen Shift-Manufaktur vor Ort in China. N-tv beschrieb im September 2018 die anfänglichen Bemühungen um Fairness und Nachhaltigkeit sowie die Entstehungsgeschichte des Shiftphones. Das Computermagazin c’t fand in Ausgabe 15/2018 positivere Worte über den deutschen Smartphone-Hersteller, wenngleich die Berichterstattung im Kontext anderer europäischer Anbieter nur sehr kurz ausfällt. Auch im Ökologie-Portal Utopia.de ist in einem Artikel von August 2018 von Intransparenz keine Rede mehr.
Die Deutsche Welle schreibt am 7. Dezember 2018: „Smartphone und Nachhaltigkeit – geht das? Beim Shift-Phone schon!“
Die Stiftung Warentest bewertete die Unternehmensverantwortung im September 2021 mit Gut und bezeichnete das Unternehmen genauso wie Fairphone als Vorreiter in Sachen Sozial- und Umweltengagement. Shiftphone zeigte im Test gutes Engagement und sehr hohe Transparenz.